# Jean-Baptiste Férino
Jean-Baptiste André Férino (ou Firino), né le 29 octobre 1779 à Paris et mort le 9 février 1868 à Paris, est un payeur général de la grande armée et receveur général des finances des Bouches-du-Rhône. Il sera le 6 juillet 1830, lendemain même de la prise d'Alger, désigné par Charles X de France pour participer à la commission gouvernementale, constituée pour établir les besoins et les ressources de l'Algérie, ainsi que les institutions du pays à modifier ou à remplacer.

## Biographie
Fils de Marie Antoine Férino et d'Anne Perpetue Tripperet, le 22 mars 1800 il est nommé payeur de la Charente, puis le 1er octobre 1805 payeur général de la Grande Armée en Allemagne.
Le 26 janvier 1810 il est nommé trésorier général en Illyrie, puis le 21 janvier 1813 payeur général de la Grande armée. Le 29 janvier 1814 il accepte le poste de commissaire spécial des finances à Bordeaux.
Inspecteur général des finances, adjoint à la commission à la liquidation des anciennes dettes du ministère des finances, il est sollicité le 12 mai 1815 de suivre les armées du nord de la Moselle et du Rhin comme payeur général.
Le 21 août 1815 il sera payeur de la 15ème Division Militaire à Rouen puis le 10 décembre 1821, Caissier payeur central du Trésor public. Le 1er aout 1828 il est payeur général et commissaire des postes du corps expéditionnaire de Morée, puis le 6 juillet 1830, lendemain même de la prise d'Alger, il est désigné par Charles X de France pour participer à la commission gouvernementale présidée par l'intendant général, le baron Pierre Paul Denniée. Du 1er janvier 1831 et jusqu'en 1862, il est nommé receveur général des finances des Bouches-du-Rhône.

## Famille
Il épouse Sophie caroline Roguin fille de Louis Victor Joseph Marc Roguin, dit le Grand Roguin, payeur général de la Grande armée et de Catherine Delfosse.

## Décorations
- Le 9 août 1814 il est nommé Chevalier de la Légion d'honneur
- Le 3 mai 1829 il est nommé Officier de la Légion d'honneur

### Source
- Pierre François Pinaud, Les Receveurs généraux des finances, 1790-1865 : étude historique, répertoires nominatif et territorial : Ecole pratique des hautes études: Sciences historiques et philologiques, vol. 66, Droz, 1990, 251 p. (ISBN 2-600-03409-9, lire en ligne), p. 128 §182